# Seongnam
Seongnam (en coreà: 성남시, romanització revisada del coreà: seongnamsi, llegiu: songnam) és la segona ciutat més gran de la província de Gyeonggi-do, al nord de la república de Corea del Sud. Aquesta ciutat està situada al sud-est de Seül, a uns 18 km, creuant el riu Han. La seva àrea és de 141.82 km² i la seva població total és de 980.000 habitants. La ciutat es divideix en 3 districtes: Bundang (분당구), Jungwon (중원구); i Sujeong (수정구). L'equip local de futbol és el Seongnam Ilhwa Chunma FC 성남 일화 천마, sobrenomenat el pegàs. Va ser fundat el 1989 i participa en la K-League de Corea del Sud.
Seongnam, la primera ciutat planificada de la història de Corea, va ser concebuda durant el període presidencial de Park Chung-hee amb el propòsit d'industrialitzar la nació amb diverses instal·lacions d'electrònica, tèxtils, petroquímica durant els anys 70 i 80. En els anys 70 La ciutat va ser destacada per la xarxa de carreteres que la connectaven amb Seül i altres ciutats importants.L'agost del 2009, la ciutat es va fusionar amb la ciutat de Hanam, de la província de Gyeonggi-do.